# Enicosanthum gigantifolium
Enicosanthum gigantifolium är en kirimojaväxtart som först beskrevs av Elmer Drew Merrill, och fick sitt nu gällande namn av Airy Shaw. Enicosanthum gigantifolium ingår i släktet Enicosanthum och familjen kirimojaväxter. Inga underarter finns listade i Catalogue of Life.